# Khyana el Bitar
Khyana el Bitar (* 1964 in Hannover) ist eine deutsche Drehbuchautorin.

## Leben
Kyhana el Bitar wurde 1964 in Hannover geboren. Sie studierte Gesellschafts- und Wirtschaftskommunikation an der Hochschule der Künste Berlin (heute Universität der Künste Berlin). Anschließend absolvierte sie eine Schauspielausbildung in Berlin, Karlsruhe und New York City und begann 1993 ein Studium der Regie und des Drehbuchs an der Deutschen Film- und Fernsehakademie Berlin (dffb).
2006 schrieb sie das Drehbuch für den Film Die Könige der Nutzholzgewinnung zusammen mit Matthias Keilich, mit dem sie seitdem für einige Filme und Reihen zusammenarbeitete; unter anderem für drei Tatorte, Der Kriminalist und die Wilsberg-Reihe.
Khyana el Bitar lebt heute in Berlin.

## Filmografie
- 1995: Wilder Westerwald
- 2004: Mitfahrer
- 2006: Die Könige der Nutzholzgewinnung
- 2007: Tatort: Das namenlose Mädchen (Fernsehreihe)
- 2009: Wilsberg: Doktorspiele (Fernsehserie)
- 2011: Alles was recht ist – Väter, Töchter, Söhne
- 2011: Das System – Alles verstehen heißt alles verzeihen
- 2011: Wilsberg: Im Namen der Rosi
- 2012: Marie Brand und das Lied von Tod und Liebe
- 2012: Tatort: Verschleppt
- 2012–2014: Der Kriminalist (drei Folgen)
- 2013: Letzte Spur Berlin (Folge Ungeliebt)
- 2013: Wilsberg: Gegen den Strom
- 2013–2016: Alles Klara (div. Folgen)
- 2014: Die Pilgerin (zwei Folgen)
- 2015: Katie Fforde: Mein Wunschkind
- 2016: Dead Man Working
- 2017: Tatort: Land in dieser Zeit
- 2021: Babylon Berlin
- 2023: Polizeiruf 110: Du gehörst mir

## Auszeichnungen
- 2011: CineStar Preis beim Filmkunstfest Mecklenburg-Vorpommern für Das System – Alles verstehen heißt alles verzeihen
- 2017: Grimme-Preis 2017 für Dead Man Working[2]